# Manuela Roka Botey
Manuela Roka Botey (Bioko Norte, 1960[carece de fontes?]) é uma professora universitária e política da Guiné Equatorial, que exerceu o cargo de primeira-ministra de 1 de fevereiro de 2023 a 19 de agosto de 2024. Assumiu o cargo após a renúncia do antecessor Francisco Pascual Obama Asue. É a primeira mulher a ocupar o cargo. Anteriormente, foi Ministra da Educação e Desporto e vice-reitora da Faculdade de Letras e Ciências Sociais da Universidade Nacional da Guiné Equatorial.